# Galavisión
Galavisión é um canal de televisão por assinatura fundada em 2 de abril de 1979 com sede em Miami, Flórida de propriedade da Univision Communications, Inc. Em fevereiro de 2015, mais de 68 milhões de lares americanos, cerca de 58,7% dos domicílios com televisão, recebiam o sinal da emissora.
Em Portugal, o canal estava disponível nos pacotes básicos da TVCabo.